# Phyllostachys reticulata
Pour les articles homonymes, voir Bambou géant.
Espèce
Classification APG III (2009)
Phyllostachys reticulata (synonyme : Phyllostachys bambusoides), est une espèce de plantes à fleurs monocotylédones de la famille des Poaceae (graminées), sous-famille des Bambusoideae, originaire de Chine.
Ce bambou est connu sous les noms communs de bambou géant ou madaké (du japonais 真竹 (まだけ)).

## Description
En Chine, Phyllostachys reticulata peut atteindre une hauteur de 20 m et un diamètre des chaumes de 10–15 cm. En France la hauteur rapportée est de seulement 6 à 12 m, voire 15 m. Les chaumes sont vert foncé, très épais et très droits, munis d'un anneau cireux (pruineux) sous les nœuds. Les feuilles sont vert foncé également.
Les nouvelles pousses sortent du sol en fin de printemps et atteignent très rapidement leur taille finale, leur croissance pouvant aller jusqu'à 1 mètre par jour[Information douteuse][réf. nécessaire].
La gaine caulinaire est brun-jaune, parfois teintée de pourpre ou de vert, généralement glabre ou portant une pubescence partielle brune. Des taches denses, brun-pourpres, de taille variables l'ornementent.
Au sommet de la gaine se trouvent, à la base du limbe, des oreillettes généralement grandes et en faux (rarement petites ou absentes), avec des soies radiées.
La ligule peut être verte à brune, arquée et ciliée.

Le limbe des gaines caulinaires est en général vert au centre virant au brun-pourpre sur les côtés, avec des marges jaunes pales. Il est allongé, et normalement plat, voire légèrement froissé. 

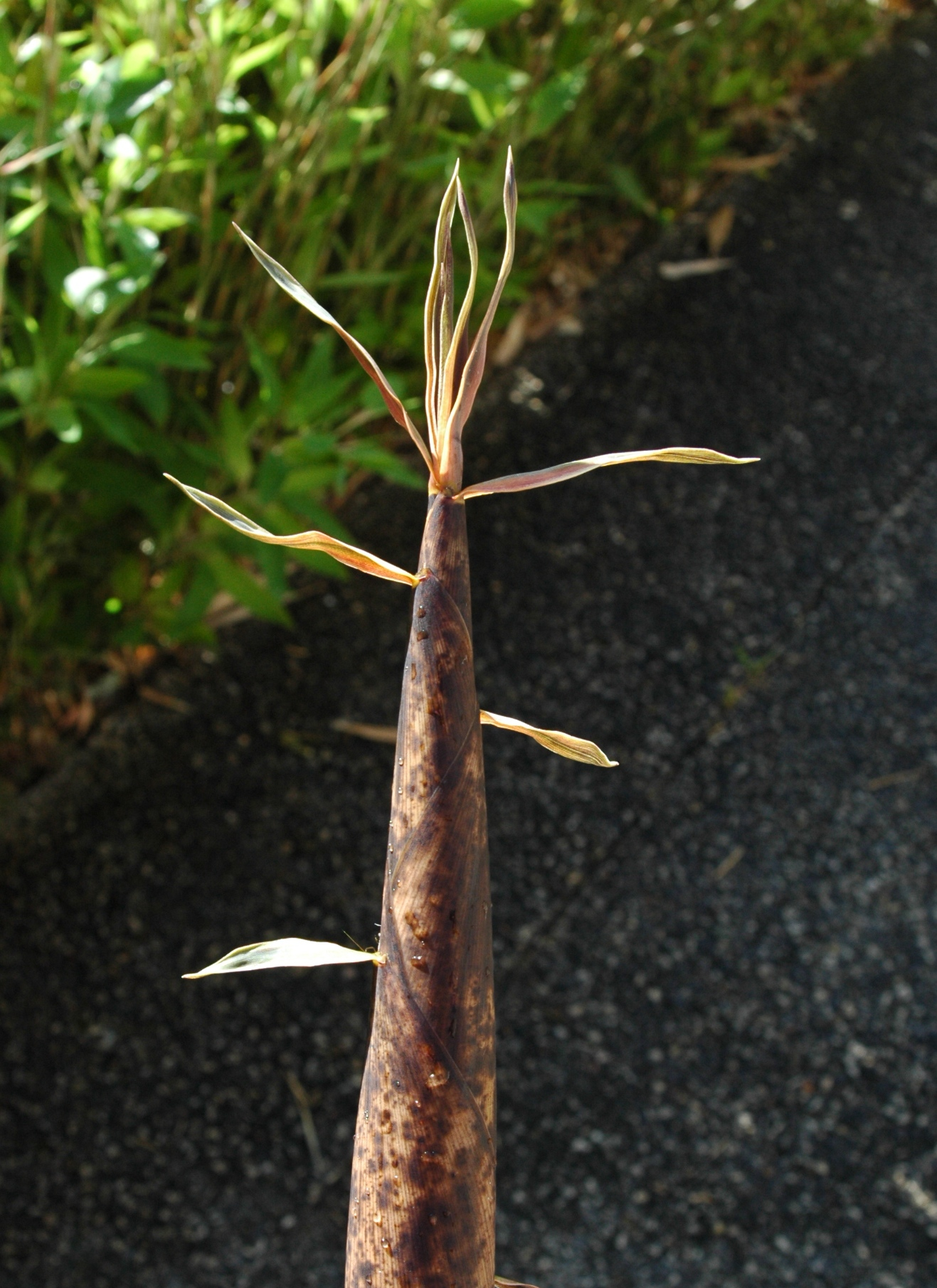
Pousse de P. bambusoides à la bambouseraie de Prafrance
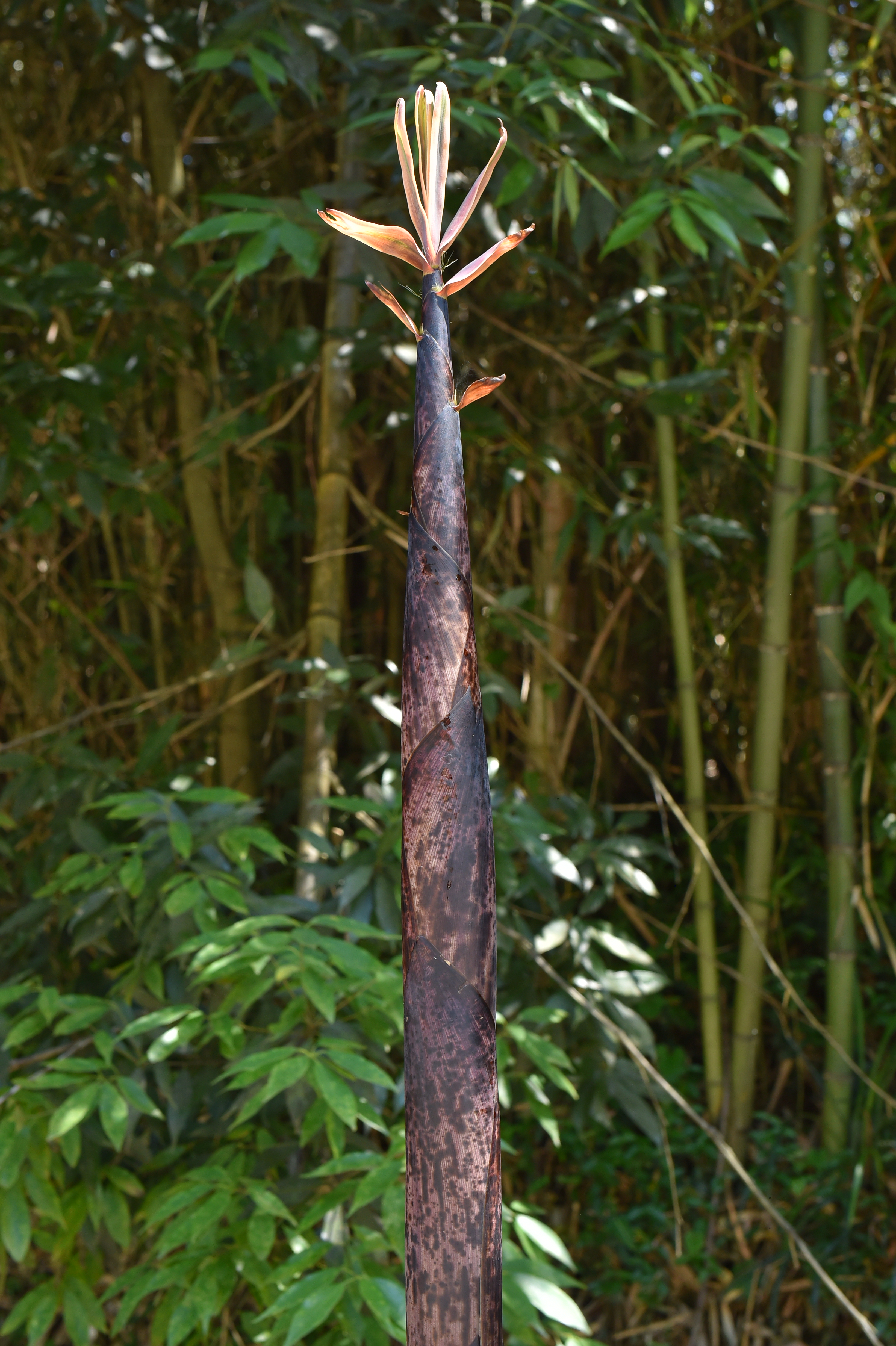
Pousse de Madaké à Narita (成田市) au Japon

## Biologie
Comme toutes les autres sortes de bambous, la floraison, qui marque la fin de la croissance et la fin de la vie du bambou, n'intervient qu'au bout de très nombreuses années, pouvant aller de 90 jusqu'à 130 ans. Comme de nombreuses autres graminées, quand il a fleuri et est venu à graine, le bambou disperse ses graines et meurt. La floraison des bambous d'une même espèce intervient de façon simultanée dans le monde entier. C'est ce qui a été observé pour le bambou parapluie, Fargesia murielae en 1998.

## Distribution
L'aire de répartition originelle de Phyllostachys reticulata se situe en Chine (Fujian, Henan, Hebei, Hunan, Hubei, Jiangxi, Guangdong, Guizhou, Shaanxi, Sichuan, Yunnan, Guangxi).
L'espèce s'est naturalisée en Inde, en Australie et en Nouvelle-Zélande, mais elle est cultivée couramment dans le monde entier et plus particulièrement à Taïwan, au Japon, au Laos, en Europe, aux États-Unis et dans les Antilles.
En Europe on la rencontre en France (principalement relevée en Franche-Comté, Côte d'Azur, Landes de Gascogne), en Italie (Piémont), en Espagne (Catalogne et Asturies), en Suisse et en Grande Bretagne. En 2024 il n'est pas recensé au Portugal.

## Galerie

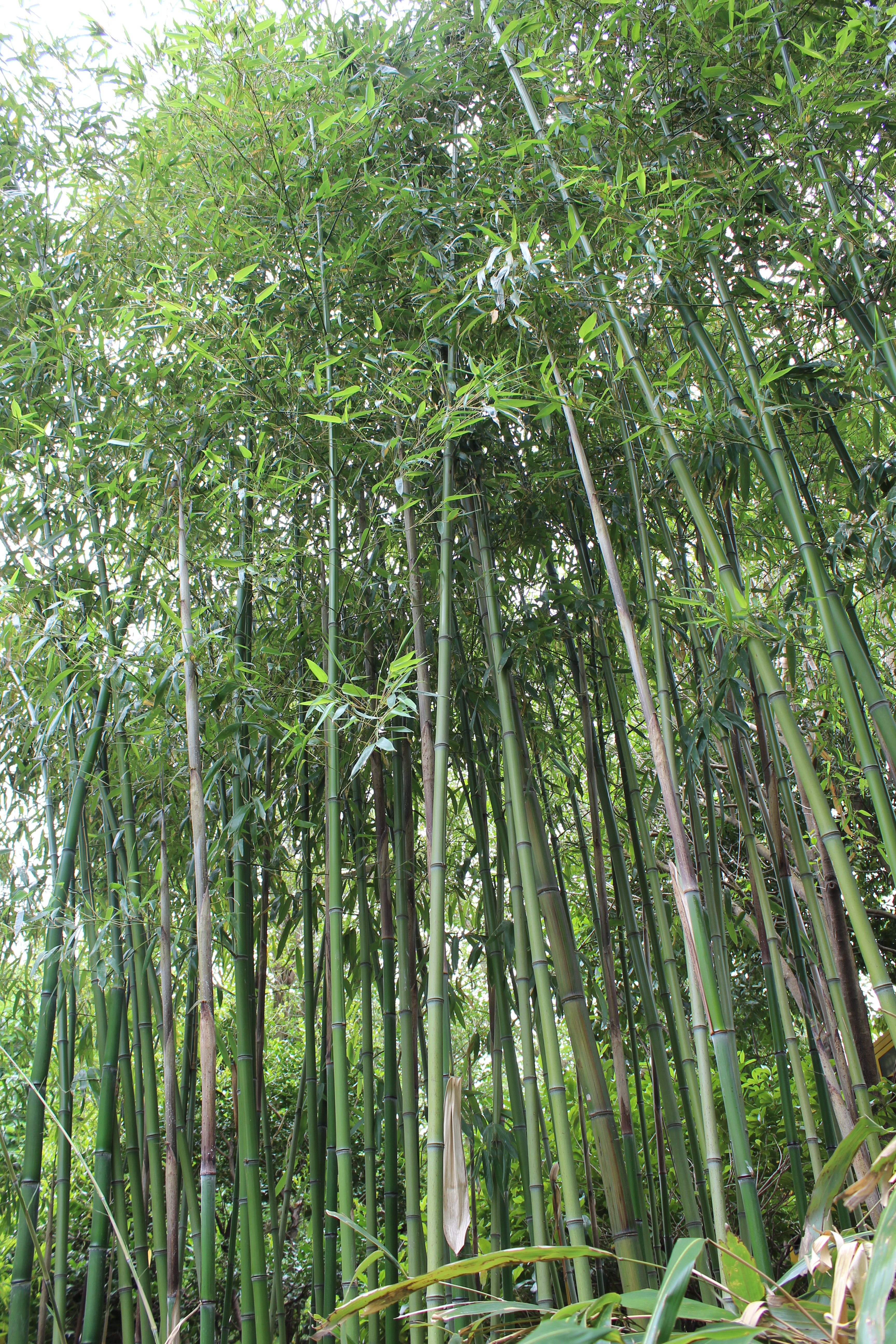
Cultivar 'Violascens'.
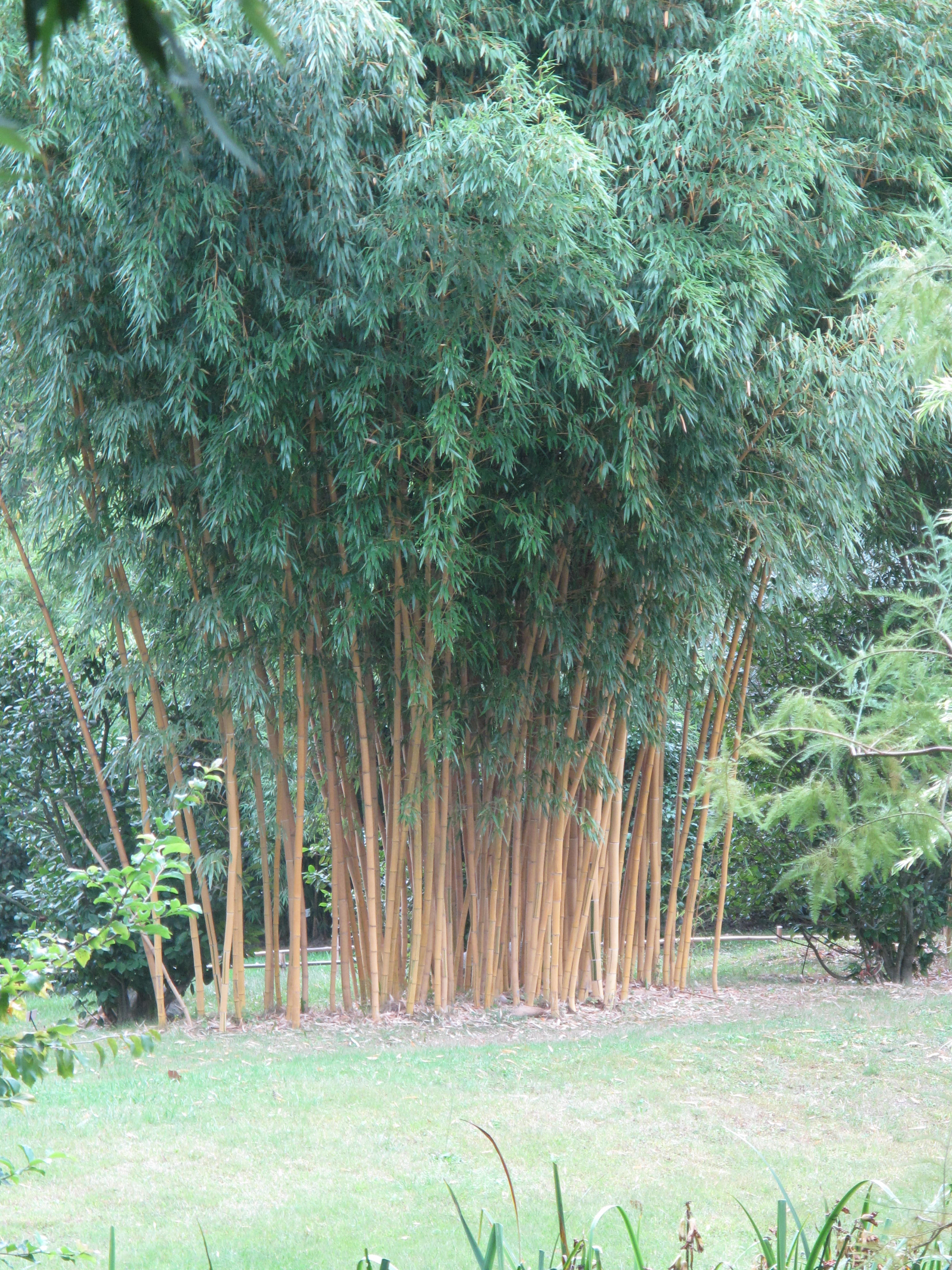
Cultivar  'Holochrysa'.
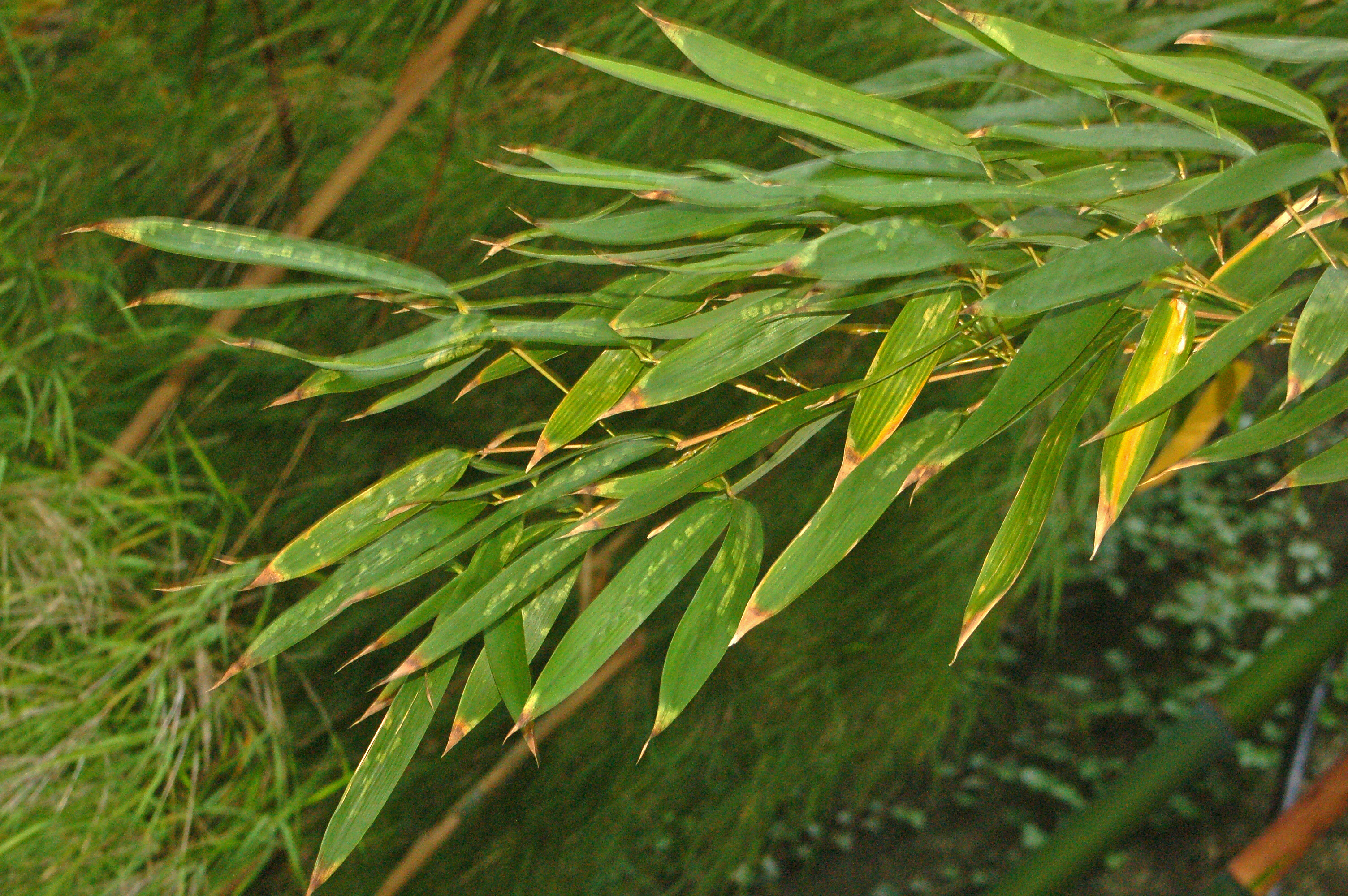
Tige feuillée.
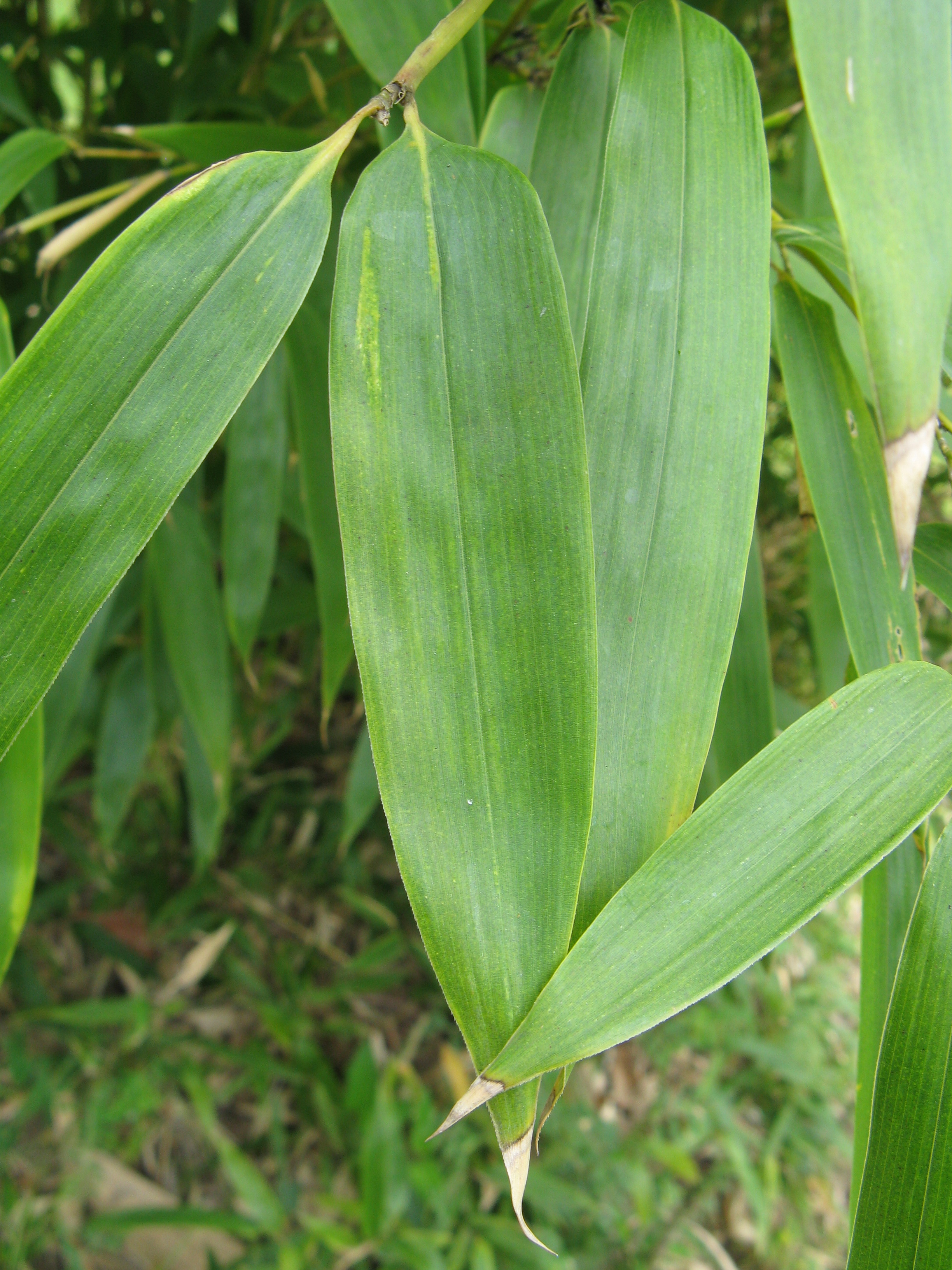
Feuilles.

## Taxinomie
L'espèce Bambusa reticulata aurait été décrite par Franz Josef Ruprecht dans un article intitulé Bambuseae publié en 1839 (ou 1840 ?) dans les Mémoires de l'Académie Impériale des Sciences de St-Pétersbourg, puis recombinée au sein du genre Phyllostachys par Karl Koch en 1873 dans son ouvrage Dendrologie.
En 1843, Philipp Franz Siebold et Joseph Gerhard Zuccarini publient une nouvelle description du genre Phyllostachys (laquelle sera retenue contre celle de John Torrey de 1836) et décrivent (uniquement) l'espèce Phyllostachys bambusoides qui est donc l'espèce type du genre.
En octobre 1878,  Auguste Rivière et son fils Charles publient un article dans le Bulletin mensuel de la Société d'Acclimatation, 3e série, tome V, nº10, dans lequel ils décrivent en la recombinant, page 697, l'espèce Phyllostachys quilioi, sur la base de Bambusa quilioi Hort. C'est la première description en français qui soit accessible en 2024, celle que Élie Abel Carrière aurait publié sous le nom de Bambusa castillonii dans la Revue horticole de Paris en 1866, semble introuvable,.
P. quilioi aurait ensuite été recombinée en variété de P. bambusoides par Edmond Gustave Camus en 1913, cependant dans le texte de la publication de Camus de 1913, celui-ci ne procède pas à une recombination mais simplement à une mise en synonymie, la mention de P. bambusoides var. quilioi est présente sur le volume d'illustrations, planche 27.
P. bambusoides et P. quilioi sont considérés (entre autres) comme des synonymes de P. reticulata par la Flora of China.
En 1956, F. A. McClure considère qu'il serait préférable d'utiliser le nom Phyllostachys bambusoides Siebold & Zucc. plutôt que Phyllostachys reticulata (Rupr.) K.Koch car aucun type nomenclatural n'a pu être identifié pour l'espèce décrite par Ruprecht (Bambusa reticulata) et que sa description ne permettrait même pas d'identifier un Phyllostachys !

### Synonymes
Selon Catalogue of Life (14 novembre 2016) :
- Bambos kinmeitsch Siebold, nom. nud.
- Bambos metake Siebold, nom. nud.
- Bambusa bifolia Siebold ex Munro, pro syn.
- Bambusa castillonii Lat.-Marl. ex Carrière
- Bambusa duquilioi Carrière
- Bambusa marliacea Mitford
- Bambusa mazelii W.Watson
- Bambusa quilioi (Rivière & C.Rivière) Rob.
- Bambusa reticulata Rupr.
- Phyllostachys bambusoides Siebold & Zucc.
- Phyllostachys bambusoides var. castilloni-holochrysa J.Houz.
- Phyllostachys bambusoides f. castilloni-inversa (J.Houz.) Muroi
- Phyllostachys bambusoides var. castilloni-inversa J.Houz.
- Phyllostachys bambusoides f. castillonii (Lat.-Marl. ex Carrière) T.P.Yi
- Phyllostachys bambusoides var. castillonii (Marliac ex Carrière) Makino
- Phyllostachys bambusoides f. geniculata (Nakai) Muroi
- Phyllostachys bambusoides var. holochrysa (Pfitzer) E.G.Camus
- Phyllostachys bambusoides f. holochrysa (Pfitzer) Muroi
- Phyllostachys bambusoides f. kashirodake Makino, nom. nud.
- Phyllostachys bambusoides f. katashibo Muroi
- Phyllostachys bambusoides f. kawadana I.Tsuboi
- Phyllostachys bambusoides f. lacrima-deae Keng f. & T.H.Wen
- Phyllostachys bambusoides var. marliacea (Mitford) Makino
- Phyllostachys bambusoides f. marliacea (Mitford) Muroi
- Phyllostachys bambusoides f. mixta Z.P.Wang & N.X.Ma
- Phyllostachys bambusoides f. nigrostriata Muroi & H.Okamura
- Phyllostachys bambusoides var. quilioi (Rivière & C.Rivière) E.G.Camus
- Phyllostachys bambusoides f. shouzhu T.P.Yi
- Phyllostachys bambusoides f. subvariegata I.Tsuboi
- Phyllostachys bambusoides var. sulphurea I.Tsuboi
- Phyllostachys bambusoides f. tanakae I.Tsuboi
- Phyllostachys bambusoides var. uniflora E.G.Camus
- Phyllostachys bambusoides f. zigzag Muroi
- Phyllostachys bambusoides f. zitchiku Makino & Honda, nom. nud.
- Phyllostachys castillonii (Lat.-Marl. ex Carrière) Mitford
- Phyllostachys castillonii var. holochrysa Pfitzer
- Phyllostachys castillonii var. inversa A.H.Lawson, nom. nud.
- Phyllostachys geniculata R.Stover, pro syn.
- Phyllostachys lithophila Hayata
- Phyllostachys macrantha Siebold & Zucc., nom. nud.
- Phyllostachys makinoi f. tanakae (I.Tsuboi) H.Okamura
- Phyllostachys marliacea (Mitford) Mitford
- Phyllostachys mazelii Rivière & C.Rivière, pro syn.
- Phyllostachys megastachya Steud.
- Phyllostachys nigra var. castillonii (Lat.-Marl. ex Carrière) Bean
- Phyllostachys pinyanensis T.H.Wen
- Phyllostachys quilioi Rivière & C.Rivière
- Phyllostachys quilioi var. castilloniholochrysa J.Houz., nom. nud.
- Phyllostachys quilioi var. castillonii (Lat.-Marl. ex Carrière) J.Houz.
- Phyllostachys quilioi var. marliacea (Mitford) Bean
- Phyllostachys quilioi f. mazelii (Rivière & C.Rivière) Schelle
- Phyllostachys reticulata var. castilloni-inversa (J.Houz.) Nakai
- Phyllostachys reticulata var. castillonii (Lat.-Marl. ex Carrière) Makino
- Phyllostachys reticulata f. geniculata Nakai
- Phyllostachys reticulata var. holochrysa (Pfitzer) Nakai
- Phyllostachys reticulata f. kawadana (I.Tsuboi) Makino & Nemoto
- Phyllostachys reticulata var. marliacea (Mitford) Makino
- Phyllostachys reticulata f. subvariegata (I.Tsuboi) Makino
- Phyllostachys reticulata f. tanakae (I.Tsuboi) Makino & Nemoto
- Phyllostachys simonsonii Pilip. ex A.N.Vassiljeva
- Sinarundinaria reticulata (Rupr.) Ohwi

### Liste des variétés
Selon Tropicos (11 novembre 2016) (Attention liste brute contenant possiblement des synonymes) :
- variété Phyllostachys reticulata var. alternato-lutescens (Makino ex Tsuboi) Makino & Nemoto
- variété Phyllostachys reticulata var. aurea (Carrière ex Rivière & C. Rivière) Makino
- variété Phyllostachys reticulata var. castilloni-inversa (J. Houz.) Nakai
- variété Phyllostachys reticulata var. castillonis (Marliac ex Carrière) Makino
- variété Phyllostachys reticulata var. holochrysa (Pfitzer) Nakai
- variété Phyllostachys reticulata var. marliacea (Mitford) Makino
- variété Phyllostachys reticulata var. simonsonii (Krasn.) Ginkul
- variété Phyllostachys reticulata var. sulphurea (Carrière) Makino

## Utilisation

### Plante alimentaire
Phyllostachys reticulata est, après Phyllostachys edulis, l'une des espèces de bambous les plus cultivées pour ses pousses comestibles[réf. nécessaire]. Les jeunes pousses sont relativement grandes mais amer à l'état brut. On les consomme comme légumes après cuisson.
Elles doivent être cuites dans une grande quantité d'eau, qui doit être changée à plusieurs reprises[réf. nécessaire].
La récolte se fait au printemps, lorsque les pousses ont poussé de 8 cm au-dessus du sol. On les coupe à environ 5 cm sous le niveau du sol.
Les pousses contiennent en poids sec environ 2,1 % de protéines, 0,3 % de lipides, 3,2 % de glucides et 0,9 % de cendres.

### Plante industrielle
Le bambou géant, par sa vigueur et sa robustesse, est un des bambous les plus utilisés pour la construction et pour la fabrication des meubles, en Asie.
Du fait de leur paroi épaisse, ces tiges sont très polyvalentes, et sont bien adaptées en particulier pour construire des échafaudages destinés aux secteurs du bâtiment et de l'industrie.
Elles servent également à la production de meubles et de tuteurs et treillages pour les plantes.
Les tiges fendues fournissent un matériau utilisé pour la fabrication de paniers et d'autres objets de vannerie.

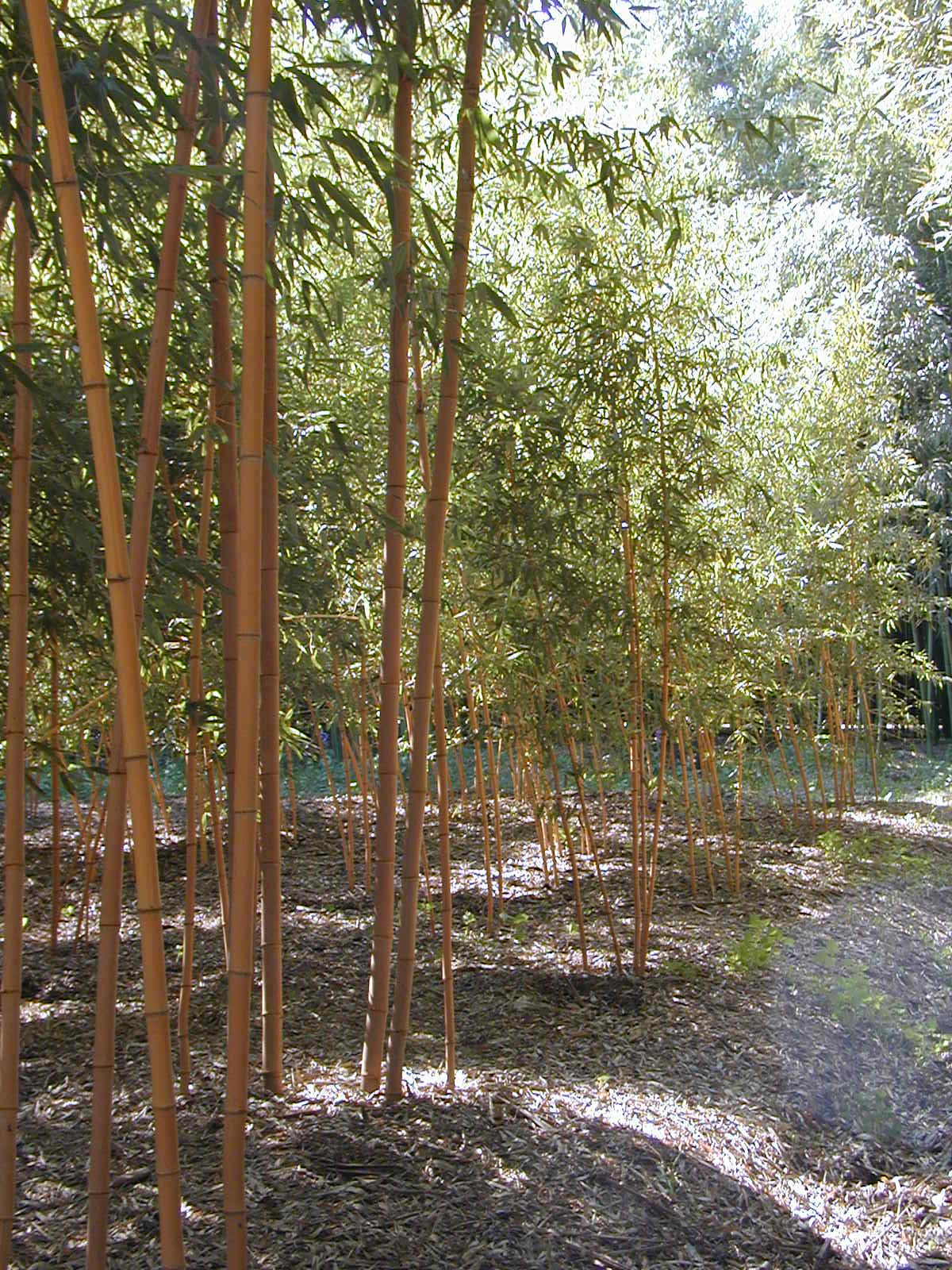
Port général de la variété 'Holochrysa' = 'Allgold'.

### Plante ornementale
Certaines variétés ont été sélectionnées pour leurs qualités ornementales. Elles sont reproduites par multiplication végétative, par bouture de sections de rhizomes ou divisions des touffes. On peut les trouver dans le commerce sous des noms différents.
Choix de cultivars, :
- 'Albovariegata'
- 'Castilloni', désigné également comme Phyllostachys  bambusoides var castillonis, qui n'est pas un nom de variété valide, mais un nom commercial. C'est un bambou de grande taille aux chaumes jaune doré lumineux rayé de vert brillant.
- 'Castilloni-variegata'
- 'Castilloni-inversa', appelé aussi Phyllostachys ambusoides var castillonis-inversa, qui n'est pas un nom de variété valide, mais un nom commercial. C'est un bambou de grande taille aux tiges vertes à rayures jaunâtres.
- 'Castilloni inversa variegata',
- 'Holochrysa', appelé aussi 'Allgold',
- 'Kawadana',
- 'Marliacea', appelé aussi « bambou cannelé»,
- 'Subvariegata'
- 'Tanakae', appelé aussi 'Mixta' et 'Lacrima-dea'

### Autres utilisations
Phyllostachys reticulata est planté pour le contrôle de l'érosion. Les rhizomes et les racines assurent une bonne fixation au sol.
Les feuilles de Phyllostachys reticulata sont considérées comme antipyrétiques. Les jeunes pousses seraient utilisées dans le traitement de l'hématurie.
C'est le bambou le plus utilisé traditionnellement pour fabriquer les flutes shakuhachi[réf. nécessaire], il est également très utilisé dans l'art et l'artisanat japonais aussi bien que chinois[réf. nécessaire].